# Jakob Kehlet
Jakob Kehlet (ur. 5 września 1980) – duński sędzia piłkarski. Od 2011 roku sędzia międzynarodowy.
Kehlet znalazł się na liście sędziów Ligi Narodów UEFA 2018/19 oraz 2022/23.

## Sędziowane mecze Ligi Narodów UEFA 2018/19[2]
| Mecz               | Data       | Miejsce                        | Grupa              | Wynik | Żółta kartka | Czerwona kartka |
| ------------------ | ---------- | ------------------------------ | ------------------ | ----- | ------------ | --------------- |
| Czarnogóra – Litwa | 10.09.2018 | Stadion Pod Goricom, Podgorica | Dywizja C, Grupa 4 | 2:0   | 5            | 0               |

## Sędziowane mecze Ligi Mistrzów UEFA 2020/21[3]
| Mecz                          | Data       | Miejsce                   | Runda        | Wynik | Żółta kartka | Czerwona kartka |
| ----------------------------- | ---------- | ------------------------- | ------------ | ----- | ------------ | --------------- |
| Szachtar Donieck – Hoffenheim | 19.09.2018 | Stadion Metalist, Charków | Faza grupowa | 2:2   | 4            | 0               |

## Sędziowane mecze Ligi Narodów 2022/23[4]
| Mecz                       | Data      | Miejsce                                 | Grupa              | Wynik | Żółta kartka | Czerwona kartka |
| -------------------------- | --------- | --------------------------------------- | ------------------ | ----- | ------------ | --------------- |
| Kosowo – Irlandia Północna | 9.06.2022 | Stadion im. Fadila Vokrriego, Prisztina | Dywizja C, Grupa 2 | 3:2   | 5            | 0               |